# Murina
Murina är ett släkte av fladdermöss som ingår i familjen läderlappar.

## Utseende
Arterna når en kroppslängd (huvud och bål) av 33 till 60 mm och en svanslängd av 30 till 42 mm. Underarmarna är 28 till 45 mm långa. Större arter som Murina cyclotis väger 9 eller 10 g och mindre arter som Murina suilla är bara 3 eller 4 g tunga. Hos de flesta arterna har pälsen en brun- eller gråaktig färg. Några arter är mera röd- eller gulaktig. Påfallande är arternas näsborrar som liknar korta rör. Liknande näsborrar finns hos fladdermöss bara i släktena Nyctimene och Paranyctimene som tillhör underordningen flyghundar.

## Ekologi
Dessa fladdermöss vistas vanligen i kulliga regioner. De vilar i grottor eller gömda i den täta växtligheten. Vid viloplatsen bildas vanligen flockar. Individerna flyger tätt över marken när de jagar insekter. Honor föder allmänt två ungar per kull.

## Arter
Arter enligt Wilson & Reeder (2005) samt IUCN inklusive fyra nya arter som beskrevs 2011 respektive 2012:
- undersläkte Murina
  - Murina aenea, Malackahalvön, Borneo.
  - Murina annamitica, Sydostasien.
  - Murina aurata, södra Asien (fastland).
  - Murina beelzebub, Vietnam.
  - Murina cineracea, södra Asien (fastland).
  - Murina cyclotis, södra Asien (fastland och öar)
  - Murina florium, från Sumbawa och Sulawesi till norra Australien och Bismarckarkipelagen.
  - Murina fusca, östra Kina.
  - Murina harrisoni, Kambodja.
  - Murina hilgendorfi, ryska Sibirien till Japan.
  - Murina huttoni, Himalaya och mindre populationer i södra Asien.
  - Murina leucogaster, södra Asien (fastland).
  - Murina puta, Taiwan.
  - Murina rozendaali, Malackahalvön, Borneo.
  - Murina ryukyuana, södra Japan.
  - Murina silvatica, Japan (enligt IUCN identisk med Murina ussuriensis)
  - Murina suilla, Malackahalvön, Borneo, Sumatra, Java.
  - Murina tenebrosa, på ögruppen Tsushima, Japan.
  - Murina tubinaris, södra Asien (fastland).
  - Murina ussuriensis, Japan samt Ryssland och Kina vid Stilla havet.
  - Murina walstoni, Kambodja och Vietnam.
- undersläkte Harpiola (godkänns av IUCN som släkte)
  - Murina grisea, norra Indien.

Året 2009 beskrev två nya arter i släktet Murina, båda från Taiwan.
- Murina bicolor
- Murina gracilis